# Creoleon giganteus
Creoleon giganteus är en insektsart som beskrevs av Navás 1932. Creoleon giganteus ingår i släktet Creoleon och familjen myrlejonsländor. Inga underarter finns listade i Catalogue of Life.